# Frontera entre Maurici i Seychelles
La frontera entre Maurici i Seychelles és una frontera marítima internacional que separa Maurici i Seychelles a l'Àfrica oriental, delimitant les zones econòmiques exclusives d'ambdós països. Està basat en tractats i s'estén a l'est de l'illa de la Reunió i a l'oest de Maurici.
La línia de delimitació consta de 33 punts entre la zona econòmica exclusiva de la República de Maurici (a partir de l'illa d'Agalega) i la zona econòmica exclusiva de la República de les Seychelles (de les illes de Coëtivy, Saint-Francois, Providence i Farquhar, respectivament) es basa en l'equidistància, considerat en aquest cas particular com una solució justa d'acord amb el dret internacional. Aquesta línia es va determinar amb la línia de base utilitzada per mesurar l'amplada del mar territorial de cada Estat.
El març de 2011, la Comissió dels Límits de la Plataforma Continental va adoptar recomanacions confirmant els dos països en una àmplia àrea de 396.000 km² de plataforma continental a l'altiplà de les Mascarenes. L'aprovació per la Comissió de Límits de la presentació conjunta dels dos estats els va donar accés a una àrea addicional on els recursos com ara les reserves de petroli i gas, dipòsits minerals i organismes marins poden ser explorades i explotades.
Al maig de 2016, la Comissió mixta Seychelles-Maurici de la Plataforma Continental va celebrar un concurs obert als ciutadans de Maurici i Seychelles, amb edats compreses entre 15 i 25 anys per dissenyar el logotip de la zona de gestió conjunta amb una recompensa de 2000$.